# Naru Shinoya
Naru Shinoya (en japonés: 篠谷菜留, Shinoya Naru, 18 de marzo de 1994) es una deportista japonesa que compite en bádminton.
Ganó una medalla de bronce en el Campeonato Mundial de Bádminton de 2021, en la prueba de dobles mixto. En los Juegos Asiáticos de 2022 consiguió una medalla de bronce en la prueba de equipo.

## Palmarés internacional
| Campeonato Mundial | Campeonato Mundial | Campeonato Mundial | Campeonato Mundial |
| Año                | Lugar              | Medalla            | Prueba             |
| ------------------ | ------------------ | ------------------ | ------------------ |
| 2021               | Huelva (España)    | Medalla de bronce  | Dobles mixto       |
| Juegos Asiáticos   |                    |                    |                    |
| Año                | Lugar              | Medalla            | Prueba             |
| 2022               | Hangzhou (China)   | Medalla de bronce  | Equipo             |